# Phyxium loriai
Phyxium loriai là một loài bọ cánh cứng trong họ Cerambycidae.